# Magdics István

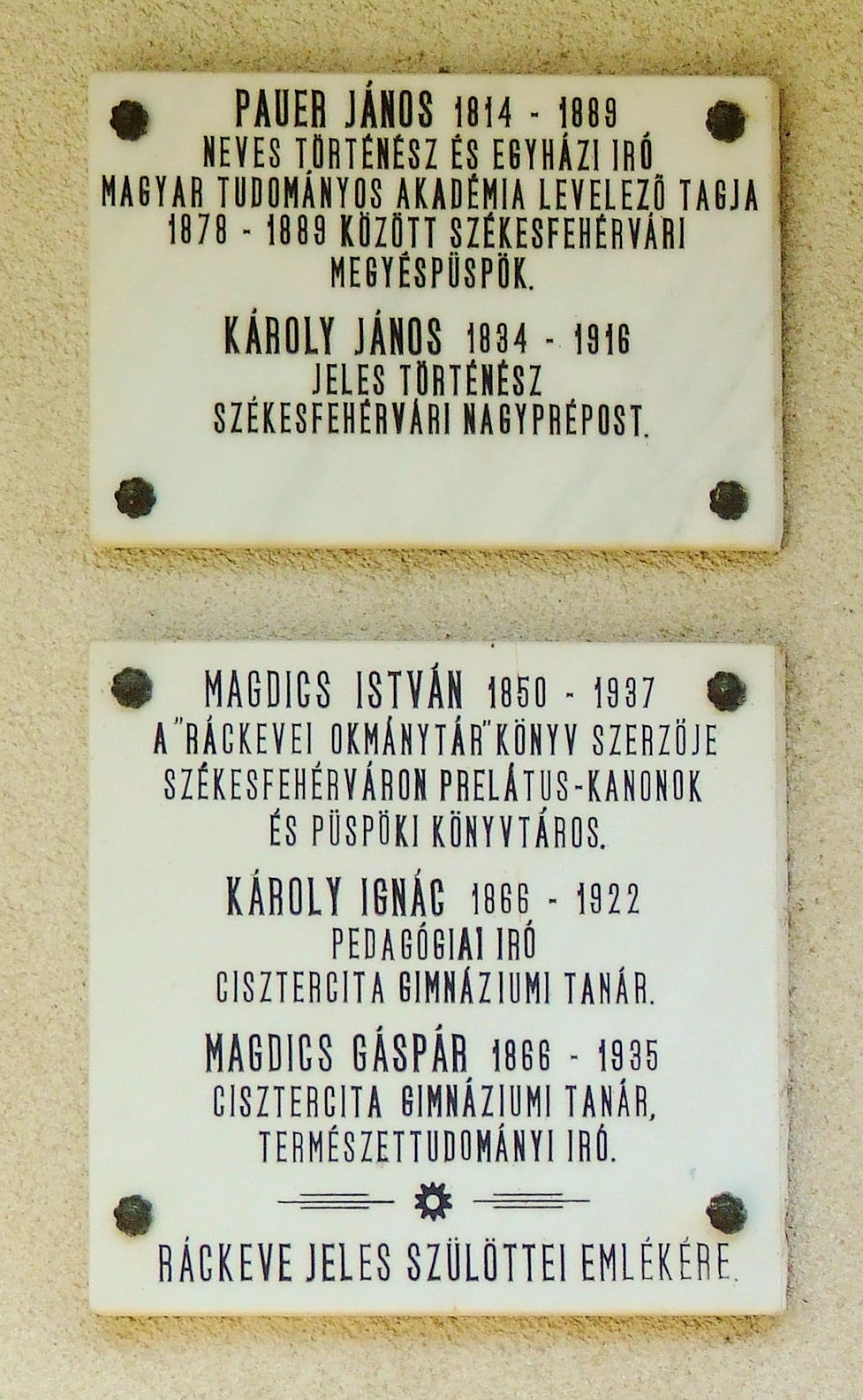
Emléktáblája Ráckevén

Magdics István (Ráckeve, 1850. december 17. – Székesfehérvár, 1937. augusztus 30.) székesfehérvári egyházmegyei áldozópap és plébános, pápai prelátus, éneklőkanonok, címzetes prépost.

## Élete
Magdics József, Ráckeve város számtartója, és Szlávits Cveto fia. A gimnáziumot a pesti kegyesredieknél végezte 1869-ben; ekkor a székesfehérvári püspöki megyében lett papnövendék. A papnevelői négy osztályt Székesfehérvárt és a pesti központi papnevelőben végezte és 1873. július 22-én áldozópappá szenteltetett fel. Segédlelkész volt 1873. augusztus 8-tól Budakeszin, 1874. augusztus 8-tól Törökbálinton, november 1-től Dunapentelén. 1876. október 1-től püspöki szertartó, könyvtárnok, tollnok és protokollista, 1877-ben a szentszék aljegyzője, 1881-ben rendes hites jegyzője, 1884-ben pedig szentszéki ülnök lett. 1892-ben etyeki adminisztrátornak nevezték ki és 1893-tól ugyanott volt plébános. 1914-ben kanonok lett, egyúttal főtanfelügyelő, a székesfehérvári egyházmegye római katolikus tanítóegyesület elnöke, valamint a helyi ciszterci főgimnázium főbiztosa is volt. Tagja volt Fejér megye törvényhatósági bizottságának, a Szent Imre római katolikus óvoda védnöke, a martonvásári megyei árvaház igazgatósági tagja, a városi és megyei múzeum elnöke, a Conventus Albensis Foed. Emericanae dominusa és az iskolánkívüli nevelési bizottságnak is tagjaként működött. A II. osztályú vöröskereszt érdemrenddel ismerték el háborús lelkészi érdemeit. Elhunyt 1937. augusztus 30-án este 7 órakor, élete 87., áldozópapságának 63. évében. Örök nyugalomra helyezték 1937. szeptember 1-jén délután a székesfehérvári sóstói római katolikus temetőben.
Cikkei a Magyar Államban (1877-86.), a székesfehérvári Szabadságban és a Székesfejérvár és Vidékében (1885-89.)

## Munkái
- Szent beszéd Fürész József ujmiséje alkalmával. Székesfejérvár, 1884.
- Szent beszéd szent István első apostoli magyar király ünnepén, a székesfehérvári székesegyházban. Uo. 1884.
- Egy lap a székesfehérvári szent Ferenczrendű zárda és templom történetéből. Uo. 1886.
- Diplomatarium Ráczkeviense. Székesfejérvár, 1888. (Ism. Századok 1889.)

## Álneve és jegyei
Kevei, M., *.